# Plasmatics
I Plasmatics sono stati un gruppo musicale statunitense punk rock, nato a New York nel 1977 e scioltosi definitivamente nel 1988. Vi militava la famosa cantante poi solista Wendy O. Williams, suicidatasi nel 1998 con un colpo di arma da fuoco.

## Storia
Inizialmente il gruppo venne formato dall'ex spogliarellista Wendy O. Williams e dal chitarrista Richie Stotts, ai quali si aggiungeranno in seguito Wes Beech (chitarra), Stu Deutsch (batteria) e Jean Beauvoir (basso).
Nel 1977 la band cominciò a fare i primi concerti caratterizzati da elementi in seguito shock rock come nudità della cantante, che inoltre, armata di motosega distruggeva chitarre e faceva saltare in aria auto Cadillac. Lentamente, il gruppo autoproduce tre singoli e nel 1980 viene pubblicato il loro album d'esordio New Hope for the Wretched. Si sposteranno invece dal punk rock a un heavy metal più duro i successivi due lavori, Beyond the Valley of 1984 e il fortunato Coup d'État, ritenuto da molti il capolavoro del gruppo.
In seguito alla pubblicazione di quest'album la band si scioglie per poi venire rifondata nel 1987 da Wendy con una formazione totalmente nuova, che frutterà l'album Maggots: The Record. A causa del suo insuccesso però i Plasmatics si scioglieranno definitivamente.
La cantante e leader Wendy O. Williams continuerà la carriera come solista fino al 1991; il 6 aprile 1998 è morta suicida all'età di 48 anni.
Recentemente, l'etichetta MVD ha pubblicato un DVD intitolato Wendy O. Williams and The Plasmatics - 10 Years of Revolutionary Rock and Roll e incentrato sulla vita, la carriera e i concerti della band e di Wendy.

## Formazione

### Ultimi componenti
- Wendy O. Williams - voce, sassofono, martello (1978-1988)
- Wes Beech - chitarra, tastiere (1979-1988)
- Chris Romanelli - basso, tastiere (1981-1984; 1987-1988)
- Ray Callahan - batteria (1986-1987)

### Ex componenti
- Richie Stotts - chitarra (1978-1983)
- Michael Ray - chitarra (1984-1987)
- Chosei Funahara - basso (1978-1980)
- Jean Beauvoir - basso, tastiere (1980-1981)
- Greg Smith - basso (1984-1986)
- Stu Deutsch - batteria (1978-1980)
- Neal Smith - batteria (1981)
- Tony Petri - batteria (1981)
- Joey Reese - batteria (1981)
- T.C. Tolliver - batteria (1982-1986)

## Discografia

### Album in studio
- 1980 - New Hope for the Wretched
- 1981 - Beyond the Valley of 1984
- 1982 - Coup d'État
- 1987 - Maggots: The Record
- 2000 - Coup de Grace

### Raccolte
- 2002 - Put Your Love in Me: Love Songs for the Apocalypse
- 2002 - Final Days: Anthems for the Apocalypse

### EP
- 1979 - Meet the Plasmatics
- 1980 - Butcher Baby
- 1981 - Metal Priestess

### Singoli
- 1978 - Butcher Baby / Fast Food Service (Live) / Concrete Shoes (Live)
- 1979 - Dream Lover / Corruption / Want You Baby
- 1980 - Butcher Baby / Tight Black Pants (Live)
- 1980 - Monkey Suit / Squirm (Live)

## DVD
- 2007 - 10 Years of Revolutionary Rock and Roll